# Révélation magnétique
Révélation magnétique (Mesmeric Revelation) est une nouvelle d'Edgar Allan Poe publiée pour la première fois en août 1844. Traduite en français par Charles Baudelaire, elle fait partie du recueil Histoires extraordinaires.